# Elijah Levita
Elijah Levita oder Elias Levita, auch Elia(s) Levi (geboren 13. Februar 1469 in Ipsheim oder Neustadt an der Aisch; gestorben 5. Januar/28. Januar 1549 in Venedig) war ein deutscher Philologe, Rabbi, jüdischer Humanist und jiddischer Dichter. Weitere geläufige Namenvarianten sind Elija Bachur Levita, Elija Levita Bachur (Bachur = „der Jüngere“), Eliyahu Bahur, Elija ben Asher ha Levi, Elia Levi Ben Ascher Aschkenasi („Elia, Sohn des Ascher, genannt der Deutsche“) oder jiddisch Elje Bocher. 

## Leben

### Karriere bis zum Sacco di Roma
Sein Vater war der hochgelehrte Rabbiner Ascher Levita (Ascher ha Levi), die Mutter Hendlin starb 1492. Elijah hatte noch acht ältere Brüder. Der Geburtsort ist unsicher: Seine Familie zog nach Neustadt an der Aisch, nachdem ein Erlass von Markgraf Albrecht Achilles vom 7. Januar 1473 Juden den Wohnortwechsel erlaubt hatte. Auch deshalb wurde angenommen, Elijah Levita sei dort geboren. Allerdings weist ein Exemplar des von ihm verfassten Wörterbuches aus dem frühen 16. Jahrhundert eine Eintragung auf, die vermutlich Levita selbst vorgenommen hat und der zufolge er aus Ipsheim stammt. Seine Jugend verbrachte er jedoch sicher in Neustadt.
Schon früh beschäftigte er sich mit der hebräischen Grammatik. Später zog er nach Mestre, Padua und schließlich nach Venedig, wo er ab 1496 nachweisbar ist und den französischen Gesandten Georges de Selve unterrichtete. Der Umzug nach Italien könnte den Grund darin haben, dass der 1486 an die Macht gekommene Markgraf Friedrich der Ältere wieder eine geringere Toleranz gegenüber Juden an den Tag legte, sodass die Verfolgungen erneut begannen. 1504 wurde Levita in Padua Hebräischlehrer für jüdische Kinder und 1506 hielt er an der dortigen Universität auch überregional beachtete Vorlesungen über die Grammatik des Moses Kimchi. Als Schriftsteller verfasste er auch Ritterdichtungen, welche zumindest teilweise als Parodien angelegt waren. Außerdem trat er als Übersetzer von Psalmen ins Deutsche hervor (für jene Juden, die kein Hebräisch konnten). Ein Abschreiber seiner hier entstandenen Glossen des Moses Kimchi (siehe unter Werke) betrog ihn und publizierte sein Werk ohne Nennung des Autors in Pesaro.
Nachdem bei der Belagerung und Plünderung Paduas 1508 sein Besitz und seine Schriften verloren gegangen waren, reiste er vermutlich 1509 nach Rom und von dort in seine Heimatstadt Neustadt zurück. Im Franziskanerkloster St. Wolfgang (Neustadt-Riedfeld) soll er 1514 den Pforzheimer Franziskanerprior und Humanisten Konrad Pellikan (eigentlich Konrad Kürschner) bei dessen Klosterbesuch in die hebräische Sprache und Literatur eingeführt haben. Nach dem Tod der Kurfürstin Anna 1512 mussten aufgrund eines Erlasses vom April 1515 alle Juden von Dezember 1515 bis Januar 1516 Neustadt verlassen. Danach kehrte Levita nie mehr nach Neustadt oder ins Aischtal zurück. Er lernte 1515 Kardinal Aegidius de Viterbo, den Ordensgeneral des Augustinerordens, kennen und unterrichtete ihn in Hebräisch, woraufhin dieser ihn und seine Familie bei sich aufnahm und ihm in einem Nebenbau des Augustinerklosters in Rom eine Wohnung verschaffte. Dies ermöglichte Levita, seinen wissenschaftlichen Arbeiten ohne Geldsorgen nachzugehen. Bis zu diesem Zeitpunkt hatte er als Hebräischlehrer, Schreiber und Korrekturleser gearbeitet. In Rom wurde er zum Freund Martin Luthers, der die Vorlesungen Levitas besuchte und Hebräisch bei ihm lernte. Dreizehn Jahre blieb er in Rom und arbeitete an zahlreichen seiner Werke. Der Aufenthalt bei Viterbo prägte Levita und machte ihn mit den humanistischen Methoden vertraut, die in Folge sein Werk prägten. Mit dem Humanisten und Hebraisten Sebastian Münster stand Levita in schriftlichem Kontakt.

### Spätes Wirken
Beim Sacco di Roma 1527 verloren Levita und seine Familie erneut ihre gesamte materielle Habe, daher kehrte er nach Venedig zurück und wurde Korrektor in der berühmten Offizin Daniel Bombergs (mit dem Drucker Bomberg zerstritt sich Levita jedoch). Levita unterrichtete wieder zahlreiche einflussreiche Persönlichkeiten, so zum Beispiel Georges de Selve (1508–1541), der den französischen König bewog, Levita eine Professur an der Universität von Paris anzubieten, obwohl Juden eigentlich nicht in Frankreich leben durften. Aus Rücksichtnahme auf seine Glaubensbrüder, denen er sich damit entfremdet hätte, lehnte er den Ruf an die Sorbonne ab.
1540 bis 1542 lebte Levita in der freien Reichsstadt Isny im Allgäu. Auf Wunsch des Reformators und Hebraisten Paul Fagius, den er auch in Hebräisch unterrichtete, korrigierte er dort als Korrektor noch einmal einige seiner eigenen Werke, die Fagius drucken und herausgeben wollte. Dies mag auch ein Grund gewesen sein, im hohen Alter noch einmal nach Deutschland zurückzukehren, da die Druckerei in Venedig nicht mehr existierte. 1542 bis 1544 lebte er in Konstanz und kehrte dann nach Venedig zurück.
Ein zunehmendes Augenleiden zwang ihn ab 1544 zur Beendigung seiner umfangreichen literarischen Tätigkeit. Elija Levita starb im Alter von 79 Jahren am 28. Januar („9. Schebath“) 1549 in Venedig.
Er ist ein direkter Vorfahr des früheren britischen Premierministers David Cameron.

## Bedeutung und Werke

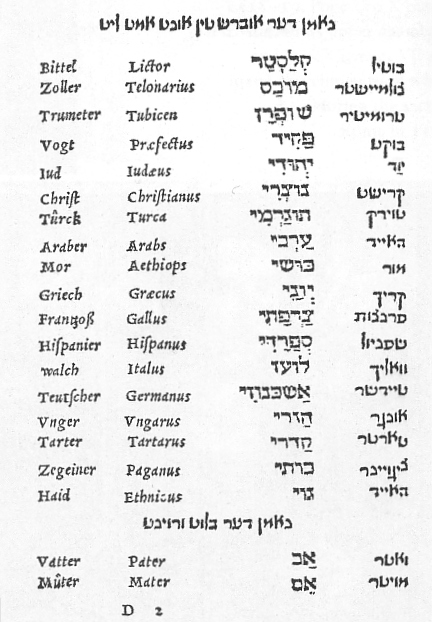
Eine Seite des Schemot Devarim

Mit der hebräischen Grammatik Sefer ha-Bachur war Elijah Levita der erste Jude, der die jüdische Sprache an europäische Humanisten vermittelte und unterrichtete. Das Buch erschien 1518 in Rom mit einer Widmung an Aegidius de Viterbo und wurde 1542 in Isny nachgedruckt.
Ergänzt wurde dieses sprachwissenschaftliche Werk 1520 durch die Pirke Elijahu („Abhandlungen des Elias“), welche weitere grammatikalische Fragen behandeln, und das Sefer ha-Harkava („Buch der Verbindungen“), das sich insbesondere auf die Sprache der Bibel bezieht. Der Einfluss dieser Bücher erstreckte sich unter anderem auch auf Sebastian Münster, der einige der auf Hebräisch geschriebenen Werke Levitas ins Lateinische übersetzte (Sefer ha-Bachur und Sefer ha-Harkava 1525, Pirke Elijahu 1527). Dadurch hatte Levita auch einen gewissen Einfluss auf die Reformation: So unterhielt er mit Osiander und dem Kapnion genannten Humanisten Reuchlin einen Briefwechsel, Philipp Melanchthon nutzte zumindest seine Werke.
Daneben setzte sich Levita mit den sprachwissenschaftlichen Werken anderer Autoren konstruktiv auseinander. Bereits 1508 hatte er Glossen zur hebräischen Grammatik des Moses Kimchi verfasst, 1545 erschien ein Kommentar zur Grammatik von David Kimchi und im Folgejahr erschienen die Glossen zu dessen Werk Sefer ha-Schoraschim. Das Sefer ha-Tischbi von 1541 hingegen stellt ein kommentiertes alphabetisches Verzeichnis 712 rabbinischer Begriffe dar. Im gleichen Jahr entstand auch das nach Wurzeln geordnete Targumlexikon Sefer Meturgeman, ein von Paul Fagius herausgegebenes chaldäisches Wörterbuch. Mit dem Schemot Devarim (lat. Nomenclatura Hebraica), das 1542 ebenfalls in Zusammenarbeit mit Paul Fagius entstand, schuf Levita außerdem ein viersprachiges Wörterbuch des Jiddischen, Hebräischen, Lateinischen und Deutschen.
Bei seinen Forschungen benutzte Levita auch das von Joseph Kimchi verfasste Sefer ha-Sikaron („Buch der Erinnerung“), in welchem das Konzept von fünf langen und fünf kurzen hebräischen Vokalen eingeführt wird.
In Massoreth ha-Massoreth („Überlieferungen der Überlieferungen“), seinem wohl bedeutendsten Werk, das er angeregt durch seinen Gönner Aegidius von Viterbo verfasst hatte, setzt er sich unter Zuhilfenahme sprachwissenschaftlicher Methoden mit der Entstehung des Alten Testaments auseinander, wodurch er sich allerdings auch Feinde unter den jüdischen Gelehrten, insbesondere den „rabbinischen Massorethen“, machte. Er begründete nämlich seine Vermutung, die Vokalisierung der Bibel sei von Menschenhand erfolgt, lediglich die Phoneme würden auf göttlicher Offenbarung beruhen.
Levitas Forschungsergebnis, von ihm auch „Massorah“ genannt, gründet sich jedoch nicht auf Schriften vor der babylonischen Verschleppung, sondern auf eine palästinensische Textfamilie und wurde von der Forschung (etwa durch Paul Kahle) ebenso scharf kritisiert wie seine Behauptung, die Vokalzeichen seien jüngeren Ursprungs.
Zudem wurde dem toleranten und auch gegen Christen wohltätigen Levita vorgeworfen, er gebe die Lehre, welche Gott dem Hause Jakob anvertraut habe, an Unberufene weiter.
Seine „massorethische Konkordanz“ erschien nie im Druck. Ein von ihm verfasstes Buch über die Akzente ist beim Sacco di Roma 1527 verlorengegangen.
In westjiddischer Sprache veröffentlichte er den 650 Strophen umfassenden Versroman Bovo d’Antona und Übersetzungen von Psalmen. Dieses 1507–1508 verfasste sogenannte Bovo-Buch wurde ungemein populär und seit 1541 in mindestens vierzig Auflagen gedruckt. Weitere seiner Werke sind das Sreyfe-Lid über den Brand von Venedig am 13. Januar 1514 und das Ha-Mavdil-Lid, das sich gegen seinen Feind Hillel Kohen richtet. Zuweilen wird ihm die nicht eindeutig nachweisbare Autorschaft einer jiddischen Bearbeitung des provenzalischen Epos Paris und Vienna zugeschrieben.

## Werkausgaben
- Shemot Devarim. Faksimiledruck der Ausgabe Isny 1542. London 1988.
- Poetische schafungen in jidisch. Elia Bachur’s poetical works. Band 1: Bowo de Antona, mit a kurzn arajnfir fun Juda A. Joffe. o. O. 1949; (online).
- Bovo d’Antona by Elye Bokher. A Yiddish Romance. A Critical Edition with Commentary. Hrsg. von Claudia Rosenzweig. Brill, Leiden/Boston 2016 (= Studies in Jewish History and Culture 49), ISBN 978-90-04-30684-4; Elia Levita Bachur: Bovo dʼAntona, Deutsch von Florian Kragl, Stuttgart : Anton Hiersemann, 2023, ISBN 978-3-7772-2323-0
- Paris un Wiene. Ein jiddischer Stanzenroman des 16. Jahrhunderts von (oder aus dem Umkreis von) Elia Levita. Hrsg. von Erika Timm und Gustav A. Beckmann, nach der Ausgabe von Verona 1594. Niemeyer, Tübingen 1996, ISBN 3-484-60174-4.
- The Massoreth Ha-Massoreth of Elias Levita, being an exposition of the Massoretic notes on the Hebrew Bible, or the ancient critical apparatus of the Old Testament in hebrew, with an english translation, and critical and explanatory notes.  Longmans, London 1867; 
Digitalisat: Ginsburg, 1867: The Massoreth Ha-Massoreth of Elias Levita.
- Melanie Lange: Ein Meilenstein der Hebraistik. Der »Sefer ha-Bachur« Elia Levitas in Sebastian Münsters Übersetzung und Edition. Evangelische Verlagsanstalt, Leipzig 2019 (Edition und Übersetzung der hebräischen und lateinischen Version der Grammatik).